# Гряда (Шептицкий район)
Гряда (укр. Гряда) — село в Добротворской поселковой общине Шептицкого района Львовской области Украины.
Население по данным за 2022 год составляло около 100 человек. Занимает площадь 0,435 км². Почтовый индекс — 80415. Телефонный код — 3254.